# Металлург (платформа)
Металлу́рг — остановочный пункт Горьковского направления Московской железной дороги в городе Электросталь Московской области. Находится на тупиковом ответвлении Фрязево — Захарово в границах станции Электросталь (парк Металлург).
Получила нынешнее название в 1964 году. Прежнее название — Электросталь II.
Время движения поезда с Курского вокзала — около 1 часа 25 минут.
Является промежуточной остановкой для 18 пар поездов ежедневно.
Состоит из одной островной платформы.
Не оборудована турникетами.
Рядом с остановочным пунктом расположен металлургический завод «Электросталь», давший название платформе и парку.

## Галерея

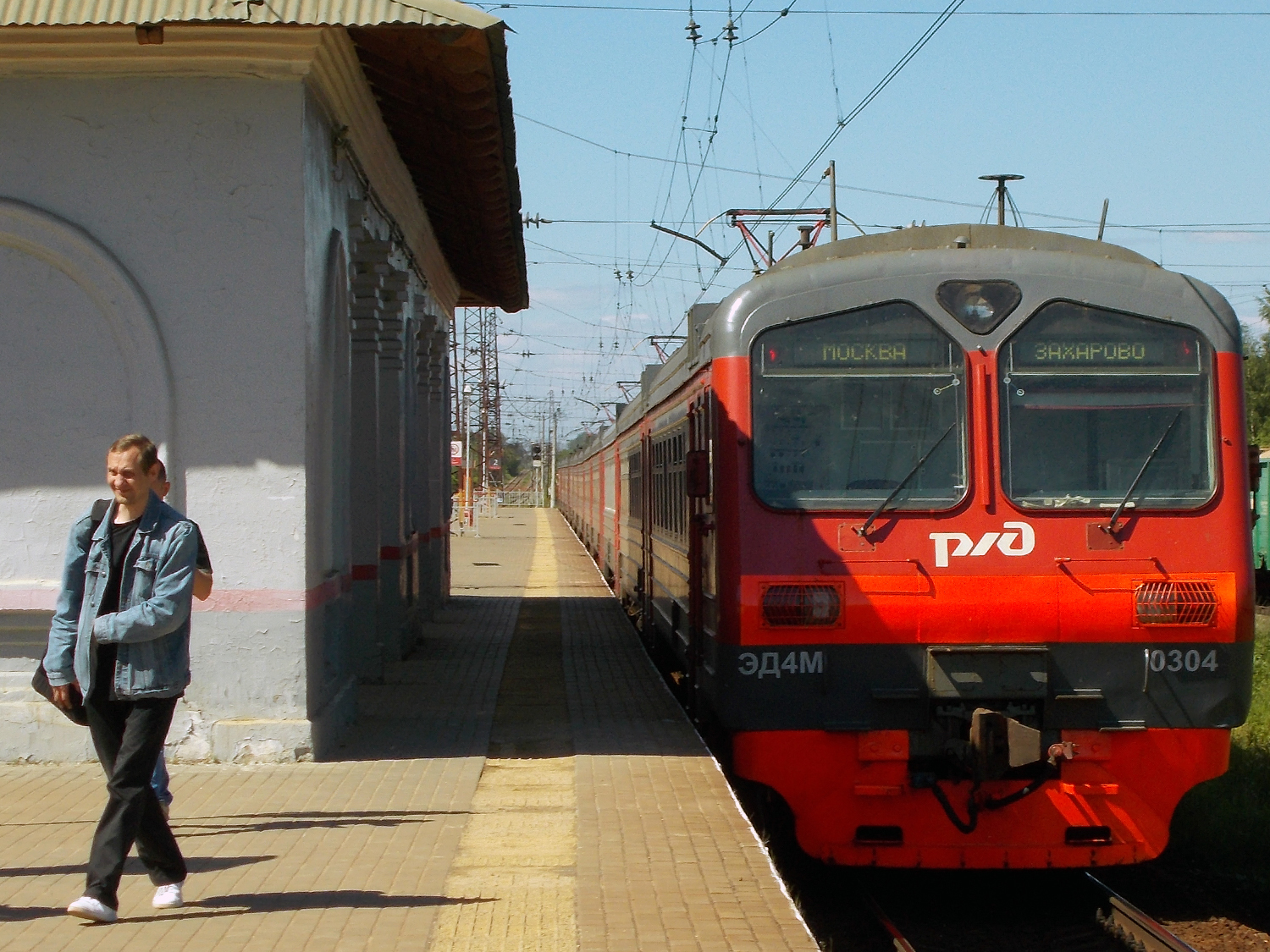
Электричка Москва — Захарово на станции.
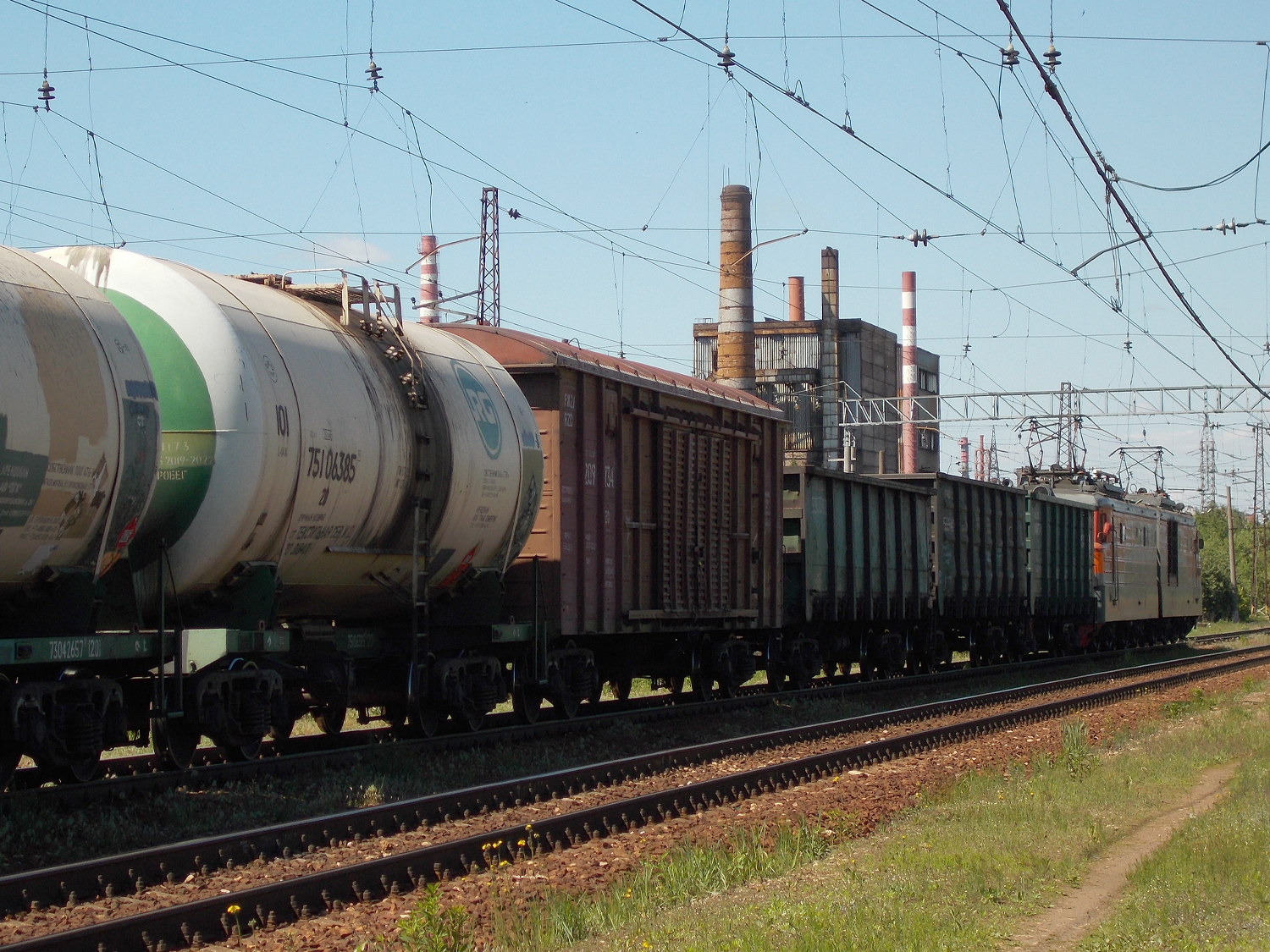
Грузовой состав на станции.
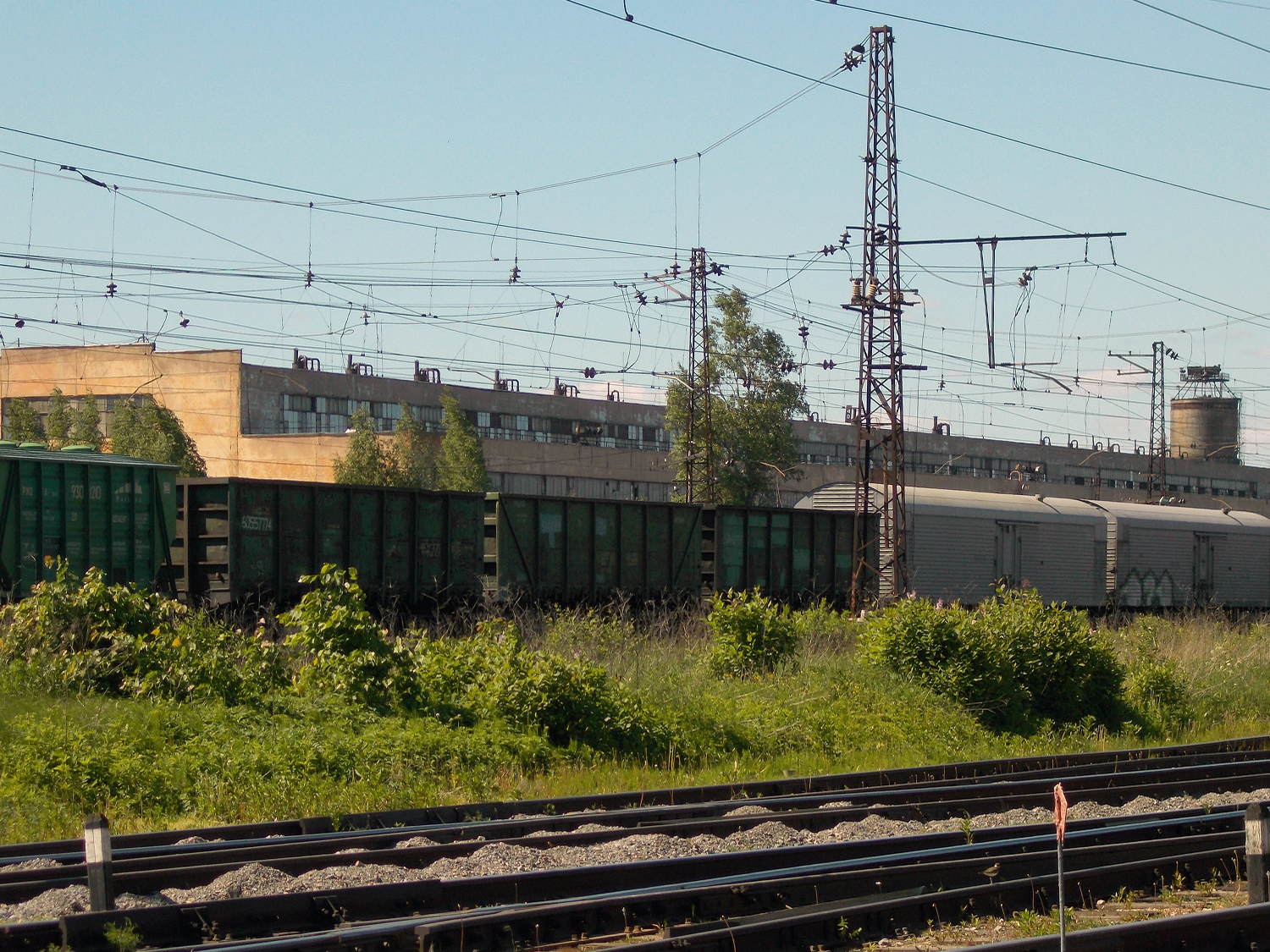
Цеха завода «Электросталь», вид с платформы.
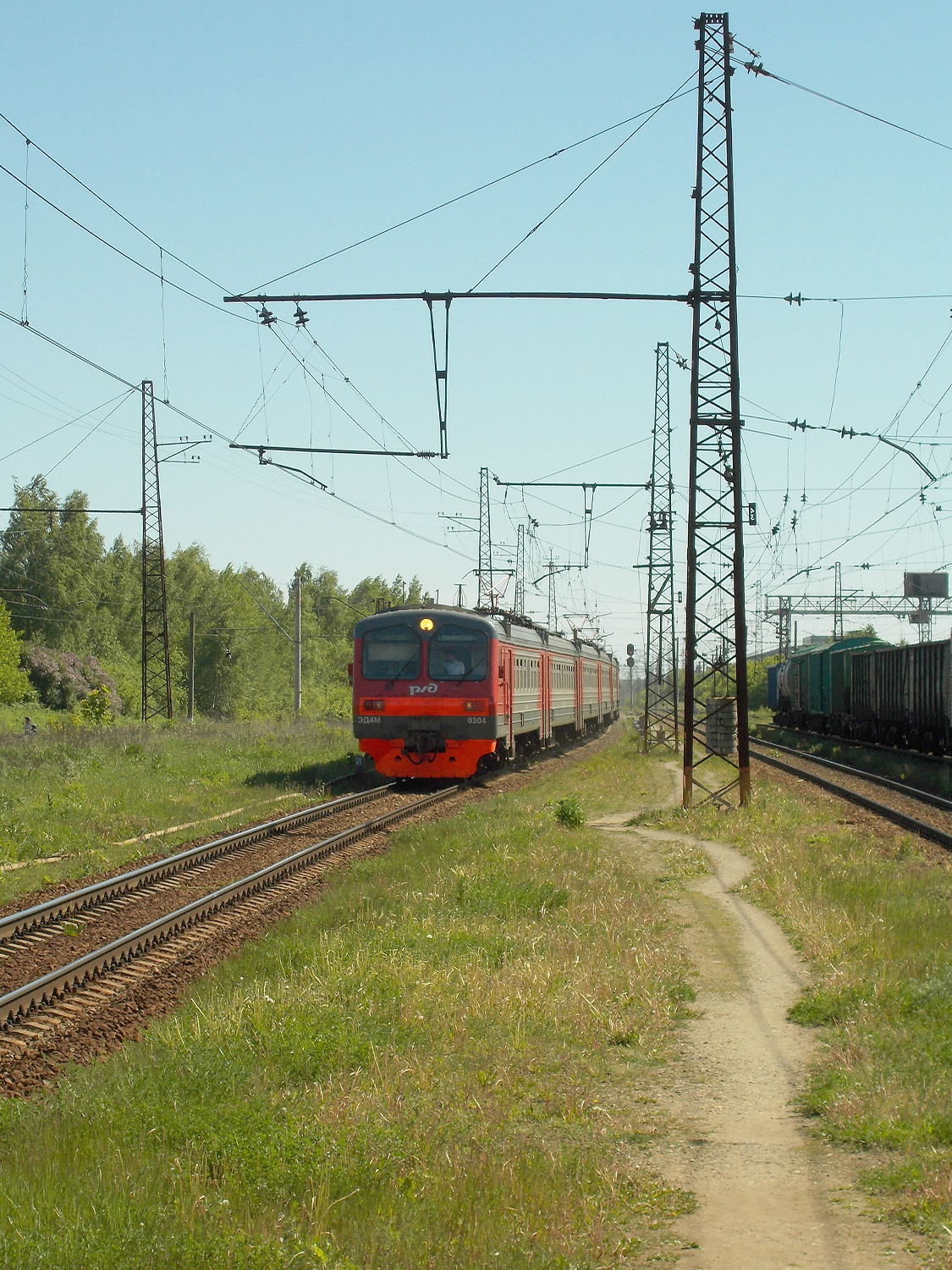
Прибывающая электричка из Москвы.
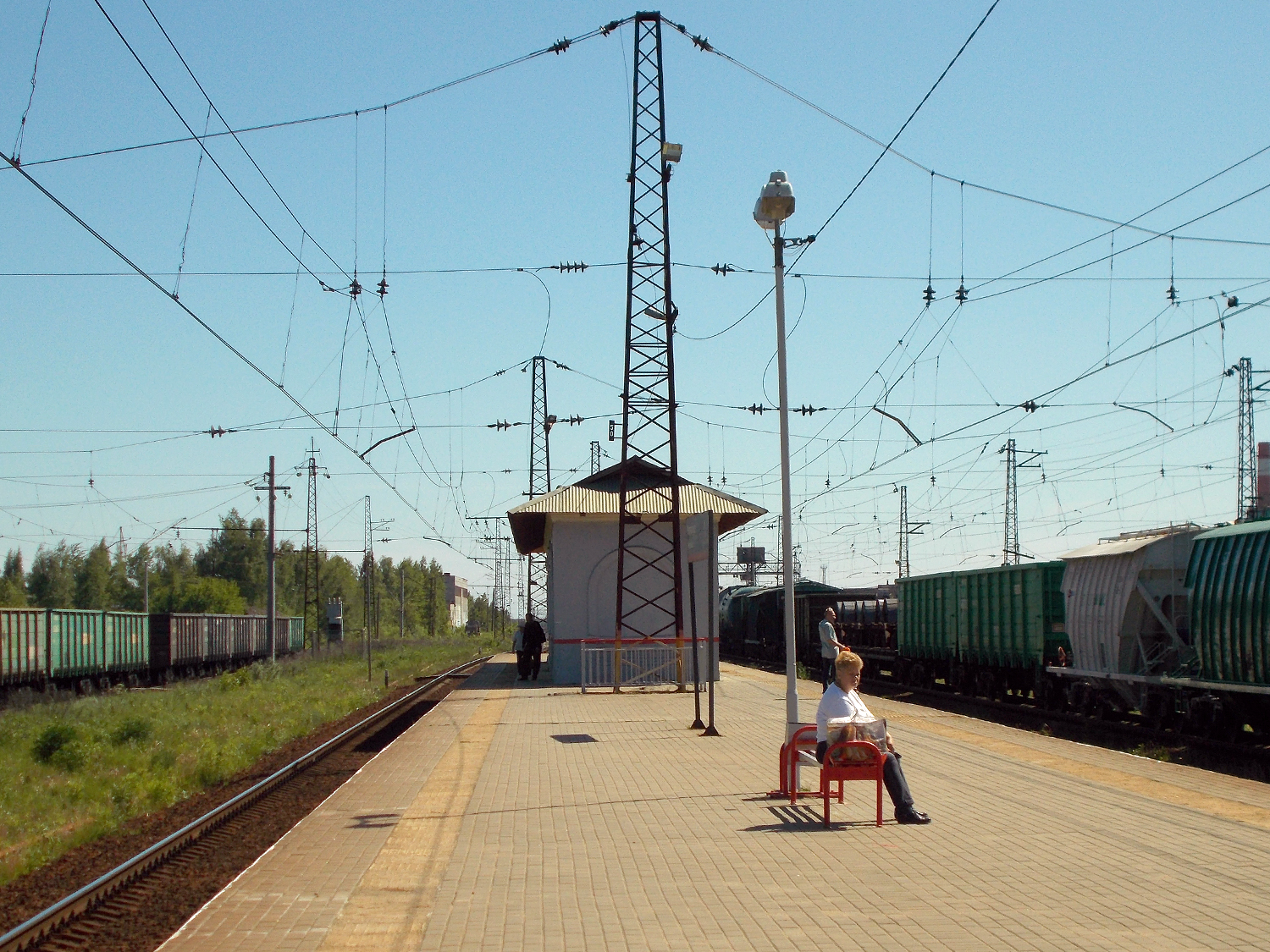
Платформа станции.